# Blason de Valence

Blason de la ville de Valence

Le blason de la ville de  Valence en Espagne se base sur les armes du roi Jacques Ier d'Aragon mais avec plusieurs modifications. L'emblème avec une représentation du blason qu'utilise la Mairie de Valence garantit son usage institutionnel ; malgré le fait de ne pas être officialisé dans le Journal Officiel de la Communauté Valencienne.

## Blasonnement
« En escudo losanjado, campo de oro con cuatro palos de gules, dos eles coronadas como tenantes y en la parte inferior dos ramas de laurel. Al timbre, corona real abierta surmontada de un murciélago, visto de frente y con las alas extendidas, de sable. »

« Un écu en losange d'or à quatre pals de gueules, soutenu par deux L couronnés d'or (la couronne symbolisant la loyauté de la ville pour la royauté) et embrassé d'une couronne triomphale de sinople, timbré d'une couronne royale ouverte cimée d'une chauve-souris de sable posée de front et les ailes étendues. »

## Histoire
```
de 
 Pierre IV le 
Cérémonieux
, la ville utilisa comme armes propres un blason faisant allusion à son emplacement: "Une ville se entre murs, sur les vagues." Cet emblème apparaît représenté sur un des premiers sceaux municipaux (1312) et sur le blason sculpté sur la porte de la porte gothique de la Cathédrale de Valence.
```

L'origine du blason actuel de la ville de Valence remonte au XIVe siècle, quand on adopta les propres armes royales comme emblème : un écu en losange, avec quatre colonnes rouges  sur champ d'or.

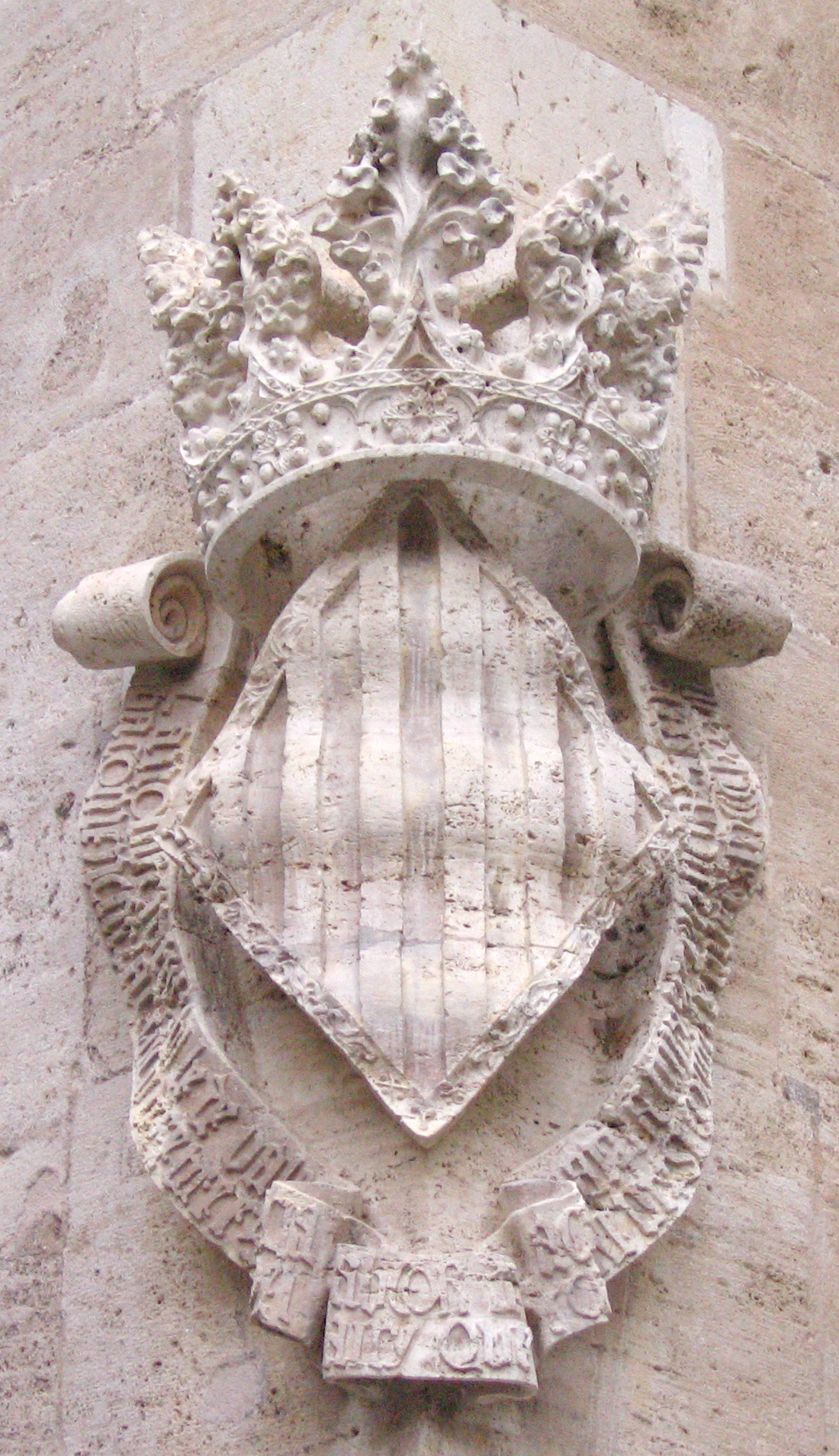
Premier blason couronné

Pierre IV d'Aragon, en signe de reconnaissance à la résistance de Valence contre  Pierre Ier le Cruel de Castille lors de la Guerre des deux Pierres (1356-1365), concède à la ville de Valence le droit d'utiliser ses armes et la couronne royale. De plus, on ajouta deux "L", un à chaque côté de l'écu, symbolisant la loyauté de la ville pendant les deux sièges qu'elle subit durant de la guerre contre la Castille.

« E es cert quel senyal per los molts alts Reys darago atorgat e confermat a la dita Ciutat era e es lur propri senyal Reyal de bastons o barres grogues e vermelles. [...] [L]o molt alt senyor Rey ara Regnant per son propri motiu e sa mera liberalitat tenint se aixi com fon sa merce per molt servit de la dita Ciutat senyaladament en la guerra de Castella prop passada specialment en los dos Setges e pus principalment en lo segon e derrer daquells tenguts sobre aquella per el Rey de Castella enadi la dita corona al dit senyal. »

— Manual de Consells de 1377 (Archive Historique Municipale de Valence, années 1375-1383, n. 17, sig. A)
Depuis cette enseigne héraldique, le blason évolue pour adopter la forme d'un drapeau avec une couronne sur les barres des rois de la Couronne d'Aragon, ceci étant le symbole du drapeau de cette Senyera, actuel drapeau de la Communauté Valencienne. 
C'est pendant le XVIIe siècle qu'apparaît la chauve-souris sur quelques blasons royaux. Il existe de nombreuses légendes qui expliquent le pourquoi, elles auraient d’après les légendes réveillé le roi Jaime 1er alors que les musulmans s'approchaient de la ville ; elles sont toutes en relation avec le siège de la ville par les troupes de Jacques Ier d'Aragon.
Le blason actuel a, depuis la fin de la Guerre d'indépendance espagnole (1808), deux branches de laurier, qui symbolisent la défense de la ville contre le Maréchal Moncey. Elles sont octroyées par le roi Ferdinand VII d'Espagne.